# Húsleves

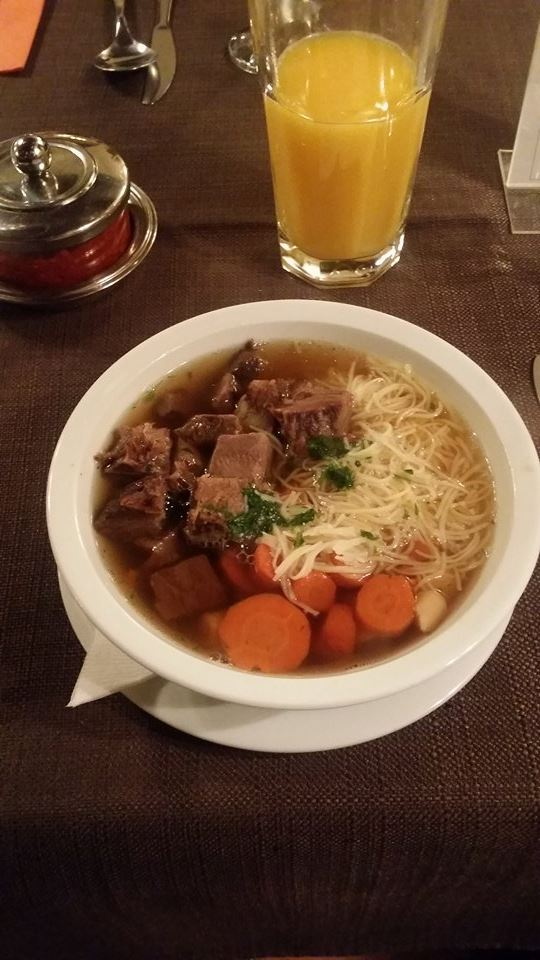
Húsleves

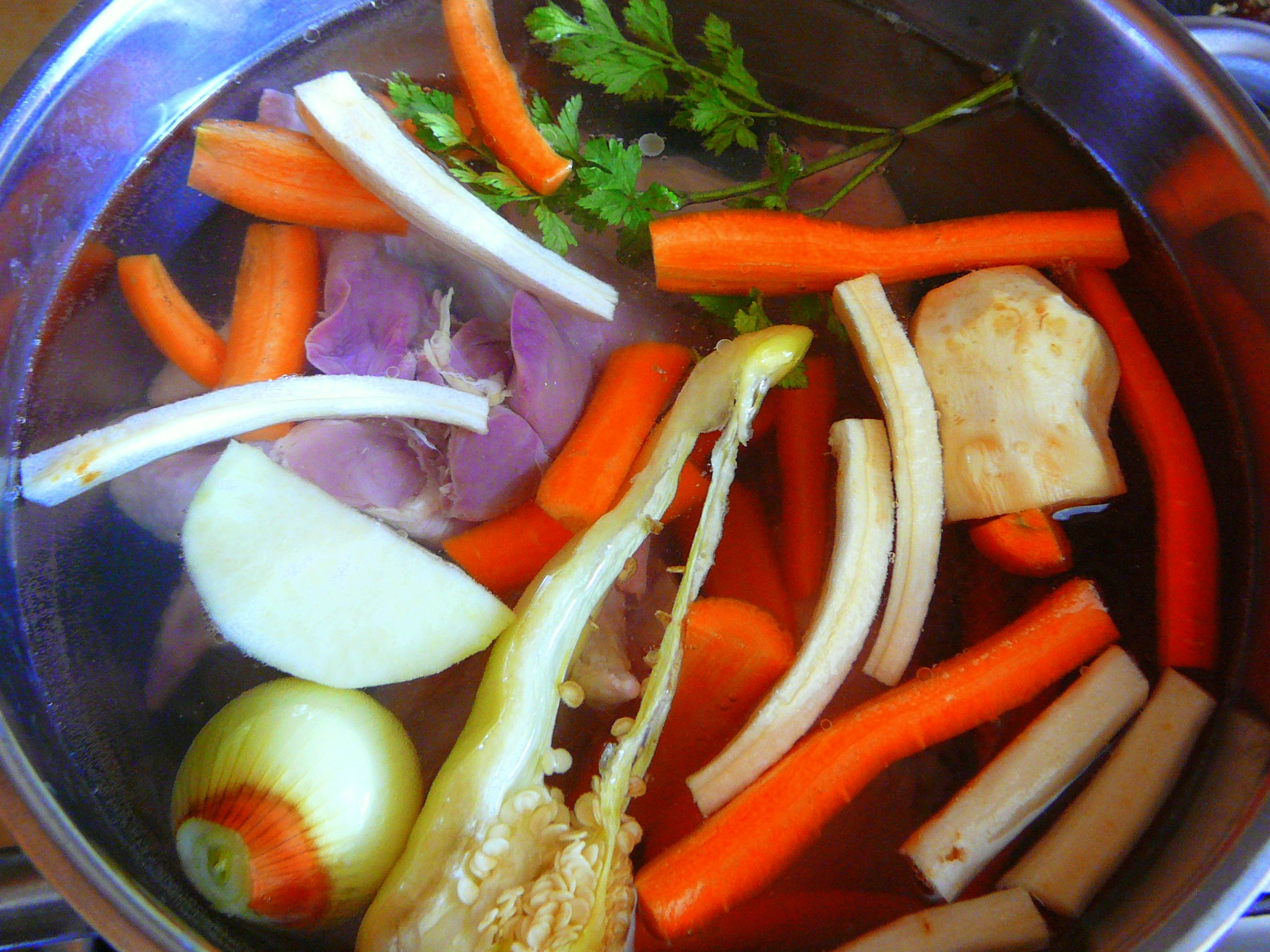
Húsleves hozzávalói

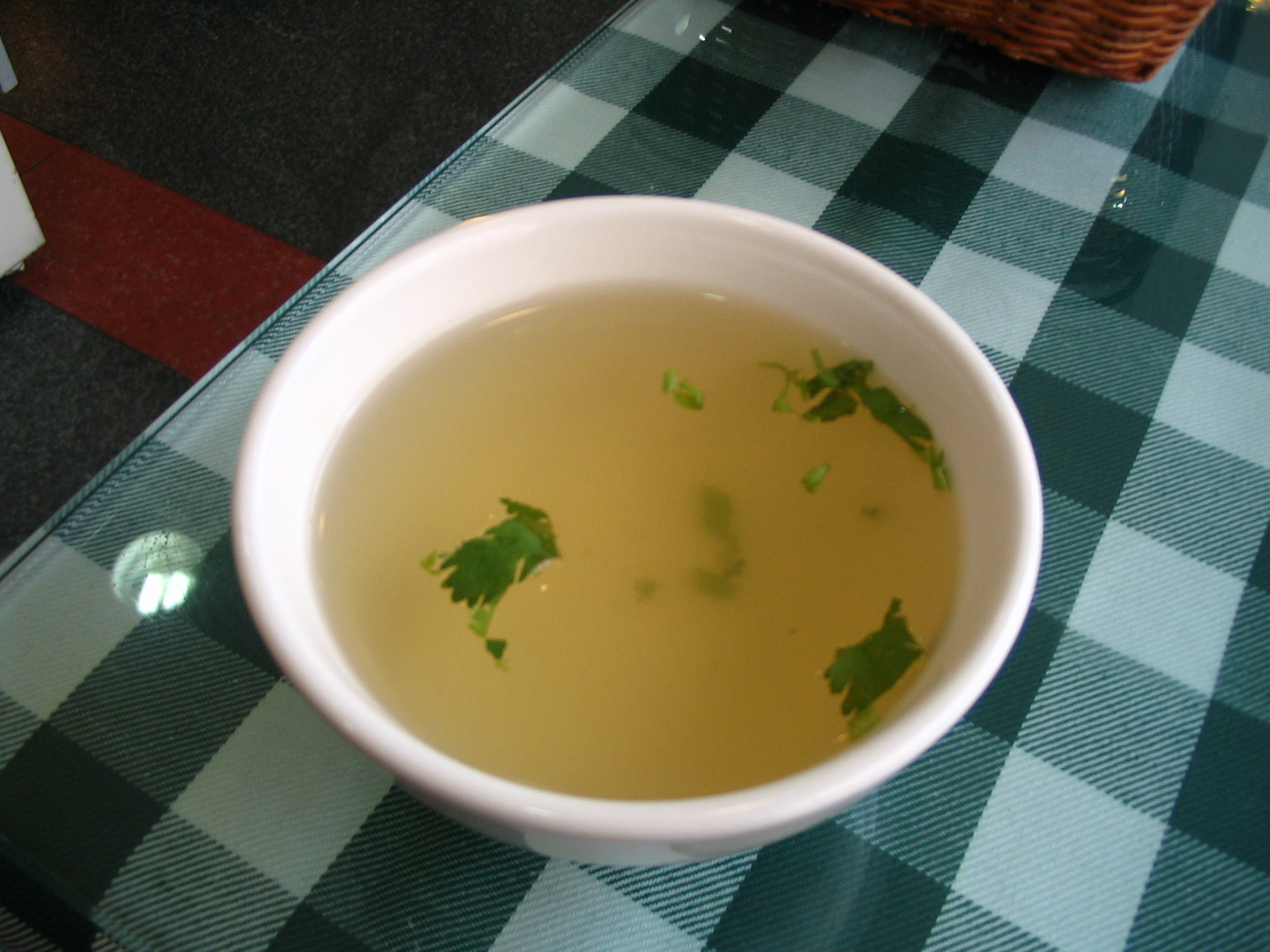
Szűrt húsleves tálaláshoz előkészítve

A húsleves húsból, csontból és zöldségekből készített leves.
A húsleves a magyar gasztronómia általánosan ismert vasárnapi és ünnepnapi étele, a lakodalmi vacsora első fogása. Készülhet marha-, sertés-, kacsa-, kakas- vagy tyúkhúsból. Teljesen különálló ízvilágot képviselnek a füstölt húsból készült levesek.

## Magyarországon
A magyar étkezési szokások közé az 1700-as években kerülhetett be, mivel a 16–17. századból  fennmaradt étlapokból hiányzik. A vándorló Szepsi Csombor Márton 1620-ban még csodálkozott Strasbourgban a leveseken: „én még ezideig oly szupponos várasra nem találtam vala, mint ez”. Apor Péter szerint az ő korában történt az a változás, hogy az étkezés levessel kezdődik: „Amint most levest esznek elsőbben, akkor főtt, sós [=savanyú] káposzta vala az első étek, akiből ettenek”. A 18. század elején azonban már Magyarországon is elterjedt a leves, először a főúri, majd a polgári ünnepi étkezéseknél.
A húst hideg vízben teszik oda főzni; egyes vidékeken a hús mellé májat vagy csontot is tesznek. Főzés közben a habot leszedik. Miután a hab elfőtt és a hús félig megpuhult, különféle megtisztított zöldségeket tesznek hozzá: sárgarépát, petrezselyemgyökeret, zellert, karalábét, burgonyát, kelkáposztát, vöröshagymát stb. és sóval és borssal ízesítik. A főzés 3-4 óra hosszat tart, alacsony lángon. A megfőtt levest leszűrik és cérnametélttel, egyéb levesbetéttel vagy grízgaluskával tálalják. Ízesítésként gyömbért, a szép sárga szín eléréséhez sáfrányt is szoktak hozzáadni.

### A magyar irodalomban
Magyar népmesékben is megtalálható a húsleves, Mátyás és az anyóka műben.

## A világban
Az Egyesült Királyságban a húsleves olyan levest jelöl, amelyben hús- vagy haldarabok találhatóak, zöldségekkel vegyesen. A levest alapléből vagy ivóvízből készítik, melybe hús- vagy haldarabokat tesznek, felforralják és később zöldségekkel gazdagítják.
Kelet-Ázsiában gyakran használnak kombu (barna moszat) alapú levesalapot (dasi) a húslevesek készítéséhez. Koreában a húsból készült levesek összefoglaló neve komguk vagy komthang.